# Milieukeur
Milieukeur is een keurmerk dat in 1992 door de Nederlandse overheid werd ingevoerd tijdens het ministerschap van  Hans Alders van Volkshuisvesting, Ruimtelijke Ordening en Milieubeheer. Het keurmerk was bedoeld om consumenten inzicht te geven in welke producten minder milieubelasting veroorzaken dan andere, soortgelijke producten. De uitvoer en toekenning van het keurmerk werd verzorgd door de onafhankelijke Stichting Milieukeurmerk (SMK). De raad van toezicht van deze stichting was samengesteld uit vertegenwoordigers van zowel de overheid als de betrokken marktpartijen (producenten, detailhandel, consumenten en milieu-organisaties.

## Geschiedenis
De term milieukeur werd al gebruikt in de jaren zeventig van de 20ste eeuw, ook toen waren er al plannen om een landelijk keurmerk in te voeren. Minister Louis Stuyt van Volkgezondheid en Miliehygiene, liet in 1972 optekenen dat hij initiatieven zal nemen of ondersteunen om een zogenaamd milieukeur op producten in te voeren. In de jaren daarna bleef het thema van een milieukeur op de agenda staan, zo pleitte onder andere het Europees parlement bij de Europese Commissie om een milieukeur in te voeren. Midden jaren tachtig bleek de invoer van een milieukeur nog niet haalbaar. Toenmalige minister Pieter Winsemius van Milieubeheer zag er (nog) geen toekomst in, daar hij twijfelde of zo'n keurmerk wel zou werken en het onduidelijk was voor welke producten zo'n keurmerk kan worden gebruikt. Uit een onderzoeksstudie van het Centrum voor energiebesparing en schone technologie (CE) zou blijken dat het invoeren van een milieukeurmerk weinig effect zou hebben op het koopgedrag van consumenten. Uiteindelijk zou in de jaren negentig op initiatief van minister Alders het milieukeur er dan toch komen. Steeds meer partijen en betrokkenen waren er van overtuigd geraakt dat het wenselijk was een dergelijk systeem in te voeren.
Sinds 2011 heeft Stichting Milieukeur te maken met een afname van de overheidssteun, dit leidde tot een financieel verlies in 2017 en de noodzaak tot een reorganisatie waarbij SMK een zelfstandig bestuursorgaan (zbo) moet worden. Zo'n orgaan voert wel een overheidstaak uit maar is geen onderdeel van een ministerie.

## Stichting Milieukeur
SMK ontwikkelt en beheert de volgende programma's:
- Milieukeur voor agro/food en non-food producten.
- Groen Label Kas (GLK) voor tuinbouwkassen,
- Maatlat Duurzame Veehouderij (MDV) voor veestallen,
- Maatlat Duurzame Aquacultuur

SMK certificeert:
- Europees Ecolabel voor non-food producten,

SMK toetst:
- SMK toetst met de Toetsingscommissie Inkoop Hout (TPAC) houtcertificatiesystemen aan de Nederlandse Inkoopcriteria voor Hout.

Onafhankelijke certificatie-instellingen controleren of producten/diensten aan de eisen voldoen. Voor diverse productgroepen zijn Barometers ontwikkeld waarvan het gouden niveau gelijk is aan Milieukeur. De eisen betreffen lagere milieubelasting onder meer op het gebied van grondstoffen, energie en water, schadelijke stoffen, verpakking en afval; ook is er aandacht voor onder andere arbeidsomstandigheden, dierenwelzijn, gewasbescherming, biodiversiteit, natuurbeheer en voedselveiligheid. 

## On the way to PlanetProof
On the way to PlanetProof is sinds 2017 de nieuwe internationale naam voor Milieukeur.